# Тітовська сільська рада (Пачелмський район)
Тіто́вська сільська рада (рос. Титовский сельский совет) — сільське поселення у складі Пачелмського району Пензенської області Росії.
Адміністративний центр — селище Тітово.

## Історія
2006 року було ліквідовано селище Варежка.
2010 року була ліквідована Мокро-Мічкаська сільська рада (села Мокрий Мічкасс, Тітово, присілок Первомайська), її територія увійшла до складу Тітовської сільради.

## Населення
Населення — 1516 осіб (2019; 1802 в 2010, 2123 у 2002).

## Склад
До складу сільської ради входять:
| Населений пункт        | Населення, осіб (2002) | Населення, осіб (2010) |
| ---------------------- | ---------------------- | ---------------------- |
| Варежка, селище        | 0                      | -                      |
| Мокрий Мічкасс, село   | 483                    | 383                    |
| Первомайська, присілок | 82                     | 45                     |
| Порошино, село         | 54                     | 10                     |
| Тітово, село           | 98                     | 56                     |
| Тітово, селище         | 1406                   | 1308                   |